# Eriocaulon huanchacanum
Eriocaulon huanchacanum là một loài thực vật có hoa trong họ Cỏ dùi trống. Loài này được Hensold mô tả khoa học đầu tiên năm 2004.